# Alin-Adrian Nica
Alin-Adrian Nica (13 maart 1981) is een Roemeens politicus van de Nationaal-Liberale Partij. Hij werd op 6 juni 2004 verkozen tot eerste burgemeester van de toen nieuwe gemeente Dudeștii Noi, district Timiș. Hij kreeg 300 van 979 stemmen en was destijds met 23-jaar de jongste burgemeester van het land. Nica werd tweemaal herkozen. Sinds 1 januari 2007 is Nica lid van het Europees Comité van de Regio's namens de Europese Volkspartij (EPP).
Nica is ook actief als zanger. In 2009 nam hij deel aan de finaleronde van het Roemeense nationale songfestival waar hij met het lied Don't Leave tiende werd. In 2013 nam Nica deel aan Vocea României (The Voice of Romania) waar hij met een versie van Dean Martin's Sway (Engelstalige versie uit 1954 van het Mexicaanse nummer ¿Quién será? uit 1953) geen stoel liet draaien.